# Спираль молчания
Спира́ль молча́ния (нем. Schweigespirale) — концепция в социологии, политологии и массовых коммуникациях, предложенная немецким социологом Элизабет Ноэль-Нойман. Утверждает, что человек с меньшей вероятностью выскажет своё мнение на ту или иную тему, если чувствует, что находится в меньшинстве, так как боится возмездия или изоляции (игнорирования: см. остракизм и бойкот).
Элизабет Ноэль-Нойман считает «спираль молчания» атрибутом проявления общественного мнения: «Все проявления общественного мнения объединяет их связь с угрозой изоляции для индивида. Там, где индивид не может свободно высказываться или поступать по собственному усмотрению, а должен учитывать воззрения своего окружения, чтобы не оказаться в изоляции, мы всегда имеем дело с проявлениями общественного мнения».

## История возникновения теории
Феномен «спирали молчания» как таковой известен достаточно давно. Уже в 1856 году в опубликованной А. де Токвилем «Истории Французской революции» можно найти точное описание динамики воздействия «спирали молчания»: «люди, придерживавшиеся прежней веры, боялись оказаться в меньшинстве преданных своей религии. А поскольку изоляция страшила их более, чем ошибки, они присоединялись к большинству, не изменяя своих мыслей. Взгляды одной лишь части нации казались мнением всех и именно поэтому вводили в неодолимое заблуждение как раз тех, кто был виной этого обмана».
Кроме того, само по себе указание на существование «спирали молчания» можно также проследить у античных авторов, а позднее — в работах Ж.-Ж. Руссо и Д. Юма, Дж. Локка, М. Лютера, Макиавелли, Яна Гуса и др. Однако своё имя данный феномен получил лишь в 60-е годы XX века от доктора философии и экономики, профессора Института демоскопии в Алленсбахе Элизабет Ноэль-Нойман, являющейся автором монографии под названием «Общественное мнение. Открытие спирали молчания».

## Предпосылки теории
Поскольку главным основанием для проявления «спирали молчания» является феномен общественного мнения, то предпосылки теории объясняются через понятие о том, как порождается общественное мнение. В обществе существует два источника, порождающих общественное мнение. Первый — это непосредственное наблюдение за окружающим, улавливание, одобряются ли те или иные действия, явления, заявления и т. п. Второй источник — средства массовой коммуникации. Они порождают так называемый «дух времени» — другое понятие, служащее для обозначения тематики общественного мнения, которая сохраняется в течение длительного времени. Этот «дух» влияет на установки и поведение индивида. Формирование общественного мнения происходит благодаря установкам, цель которых особо подчеркивал ещё в 1922 г. американский журналист-социолог У. Липпман. Липпман полагал, что каждый человек регулируется, детерминируется через установки, определяющие, что он видит, слышит, как он интерпретирует окружающее, что является важным для личности. Так, средства массовой коммуникации должны обладать публицистическим многообразием, то есть давать возможность «поведать миру» разные точки зрения и мнения. Ведь средства массовой коммуникации играют большую роль в определении того, какое мнение является доминирующим, поскольку возможности нашего прямого наблюдения ограничены маленьким процентом населения. Средства массовой коммуникации оказывают огромное влияние на то, как отображается общественное мнение, и могут сильно влиять на индивидуальное восприятие общественного мнения, независимо от того, соответствует ли описание действительности. Именно от того, как воспринимается общественное мнение человеком, и зависит, возникнет ли эффект «спирали молчания».

## Концепция теории
Аналогия со спиралью в описании теории используется, чтобы визуально её обозначить. На конце спирали находятся люди, которые не выражают своё мнение публично из-за страха изоляции. Чем больше мнение человека не совпадает с общепринятым, тем ниже в спирали этот человек располагается. Страх оказаться в изоляции служит начальной точкой вращения спирали, которая, при каждом новом витке увеличивает свой диаметр, воздействуя при этом на мнения большинства. Ноэль-Нойман описывает спираль молчания как динамический процесс, в котором прогнозы относительно общественного мнения становятся фактом, поскольку освещение мнения большинства в средствах массовой коммуникации становится статус-кво, и меньшинство с меньшей вероятностью будет готово высказываться.
Исследование Ноэль-Нойман показало, что каждый человек формирует своё представление об общественном мнении, но самоограничивает себя в высказываниях, опасаясь вступать в конфликт с доминирующим в обществе мнением, поскольку это может вызвать неодобрение его окружения и, как следствие, изоляцию. Таким образом, носитель мнения, которое он сам считает непопулярным в большинстве случаев, либо молчит, не раскрывая его, либо даже присоединяется к противоположной стороне, ориентируясь на победителей, представителей господствующего мнения, тем самым минимизируя свои социальные риски. На данном этапе спираль делает свой первый виток и продолжает раскручиваться в том смысле, что «социальная кожа» других членов общества будет воспринимать общественное мнение и на основе информации, представленной первым носителем, принявшим конформную позицию. Данный эффект продолжается и далее, закручивая спираль в ряде случаев до принятия реальным большинством позиции молчания.

### Основные положения теории
1. Люди боятся быть отвергнутыми людьми из их социального окружения, что называется «страхом изоляции».
2. Люди постоянно наблюдают за поведением окружающих, отмечая для себя, что получает одобрение, а что — неодобрение от общества.
3. Люди неосознанно издают собственные угрозы изоляции, показывая сигналы одобрения или неодобрения.
4. Угрозы изоляции избегаются при помощи склонности воздерживаться от заявлений о чём-либо, что может, по мнению человека, вызвать возражения.
5. Люди больше склонны публично утверждать то, что, как они считают, будет принято положительно.
6. Спиральный эффект начинается, когда люди высказываются уверенно, оппозиция чувствует ещё больший страх изоляции и ещё больше убеждена в необходимости хранить молчание, так как они — в меньшинстве. Эти чувства становятся всё более интенсивными в геометрической прогрессии и с той, и с другой стороны.
7. Чтобы привести в действие спираль, в проблеме должна быть ощутимая нравственная составляющая.
8. Если есть общественный консенсус, спираль не будет активизирована. Обязательно должны иметься в наличии две противостоящие стороны.
9. СМИ оказывают большое влияние на этот процесс.
10. Страх и угроза изоляции являются подсознательными процессами.
11. Спираль молчания имеет власть над общественностью только ограниченное время.
12. Если какая-либо тема активизирует спираль молчания, это означает, что этот вопрос представляет большую угрозу общественному согласию[5].
13. На этом основании возможна реализация парадокса Абилина.

## Проявления «спирали молчания» в условиях выборов
«Сдвиг последней минуты», «эффект попутчиков в последнюю минуту» — ситуация, когда электорат в последний момент меняет своё мнение в пользу той или иной партии под воздействием общественного мнения.
«Эффект одной упряжки» (или «эффект успеха») — ситуация, при которой индивид пытается выдать себя за сторонника партии-победителя, даже если на самом деле голосовал иначе. Результаты опросов, широко освещаемые в СМИ, оказывают непосредственное влияние на характер и содержание избирательной кампании, заставляя кандидатов вносить соответствующие коррективы в их позиции. Суть «эффекта успеха» состоит в том, что люди склонны принимать те позиции, которые, по их мнению, разделяет большее число людей. Наблюдатели прослеживают тенденцию перехода избирателей на сторону опережающего кандидата. Претендент, добивающийся преимущества над своими соперниками, вдруг начинает пользоваться растущей популярностью среди населения. СМИ уделяют ему значительно больше внимания, чем другим кандидатам, и он приобретает большую известность. В итоге, «успех рождает успех».

## Применимость теории «спирали молчания» к сети Интернет и новым медиа
Для осуществления социальной изоляции, (которая и влияет на закручивание спирали молчания) или любой иной формы неодобрения действий индивида, необходимо точно определить актора, вынесшего неодобряемую точку зрения, либо полностью деанонимизировать его личность. В связи с этим необходимо рассмотреть три глобальных уровня раскрытия личной информации в общении, опосредованном Интернетом :
1. Полная анонимность. Предполагает отсутствие какой-либо информации о пользователе либо её минимум, ограниченный нефиксированным псевдонимом. Сюда можно отнести гостевые книги, новостные комментарии и некоторые интернет-чаты. В целом данный уровень анонимности соответствовал наиболее ранним формам массовой коммуникации в сети. Принимая за основную причину «спирали молчания» страх социальной изоляции, понимаем, что в данном случае для индивида за неимением такого страха спираль действовать не должна, то есть пользователь будет высказывать свои мысли без оглядки на доминирующее в группе мнение. Данный тип анонимности создает условия для идеальной плюралистической публичной сферы. Однако в реальности этот сегмент очень незначителен. Как правило, интернет-сервисы требуют авторизации и нацелены на создание сообществ.
2. Анонимность «реальной» жизни. Остальные пользователи имеют знание о пользователе только как о члене их виртуального сообщества, но не как о конкретном человеке, его физическом местонахождении и статусе в «реальности». На этом уровне появляется определённая ценность статуса в виртуальном сообществе. Таким образом, формируются новые социальные связи, хоть и не основанные на личном знакомстве, но представляющие интерес для пользователя как члена сообщества. Частичная анонимность подразумевает, что определённая социальная изоляция возможна и давление на пользователя может хоть и ограниченно, но оказываться. Фактором ограничения выступает субъективная значимость сообщества для пользователя, поскольку применить ограничение в «реальном мире» к нему невозможно, и единственным основанием для опасений пользователя может выступать лишь его имидж в сообществе, негативное либо позитивное отношение других пользователей. Значимость и устойчивость виртуальных сообществ в большинстве случаев ниже, чем в реальности, поскольку данные группы не взаимодействуют во внешней среде[8]. Таким образом, издержки от выражения непопулярного мнения не столь высоки, как в случае с реальным социальным окружением, смена которого представляется затруднительной. Так, у индивида меньше оснований для сокрытия своего мнения и спираль раскручивается с меньшей силой.
3. Отсутствие анонимности. Информация о себе, предоставляемая пользователем, раскрывает его личность в реальности. В данном случае можно вести речь о воссоздании в сети Интернет многих связей, присущих «реальной» жизни в социуме. Особенно характерны такие проявления для социальных сетей и всего Web 2.0. Ключевая особенность социальных сетей и Web 2.0 состоит в переносе реальных социальных связей в пространство сети Интернет. Таким образом, пользователь приобретает всё те же ограничения, которые на него накладывает социум офлайн. Выражая непопулярное мнение в социальной сети, пользователь рискует не только быть подверженным остракизму внутри интернет-сообщества, но также испытать социальное давление в «реальной жизни», что ставит перед ним барьер, предельно схожий с классическими случаями применения «спирали молчания».

## Критика теории
Одни критики утверждают, что с позиции «спирали молчания» нельзя объяснить факт прихода к власти нацистов. Это объясняется тем, что первоначально они были в меньшинстве, а их взгляды шокировали большинство населения. Другие критики приводили иные факты: в немецком обществе Веймарской республики духовный климат определяли правые, а не левые, которые достаточно громко высказывали свои взгляды и имели неплохие стартовые позиции.
Н. Мансуров в аннотации к книге Элизабет Ноэль-Нойман утверждает, что концепция «спирали молчания» не является универсальной и не в состоянии объяснить все случаи общественной жизни. Боязнь изоляции следует всё же рассматривать как один из моментов в системе причин, обусловливающих формирование общественного мнения, ибо в ряде случаев она выступает как следствие, а не как причина.
Критики теории «спирали молчания» утверждают, что люди подвержены огромному множеству факторов, которые определяют, будут ли они открыто выражать своё мнение или нет.
Как показывают исследования, страх оказаться в изоляции в пределах более узких кругов общения намного больше, чем страх оказаться в изоляции в рамках всего общества. В рамках целой страны человек с большой вероятностью может найти группу людей, разделяющую его интересы, поэтому люди боятся изоляции в пределах своего близкого окружения гораздо больше.
Кроме того, учёные говорят о том, что и личностные факторы индивида, и культурные различия между разными социальными группами будут влиять на то, с какой вероятностью человек выскажет своё мнение открыто. Так, если человек имеет высокую самооценку и не испытывает чувство стыда, то он будет способен высказаться независимо от того, как он воспринимает климат общественного мнения. Что касается культуры, в некоторых культурах открытое выражение своих идей не одобряется. Так, индивидуалистские культуры поощряют высказывание индивидуального мнения, даже прямое выражение несогласия и конфронтации, в то время как коллективистские культуры ставят на первое место мнения и потребности большинства, коллектива. Гендерная принадлежность человека также может быть рассмотрена как культурный фактор. В некоторых культурах женщины либо лишены права голоса, либо частично в нём ограничены. Таким образом, не только индивидуальное восприятие общественного мнения человеком, но и культурные факторы должны рассматриваться при доказательстве теории «спирали молчания».